# 고부스탄 암각화 문화 경관

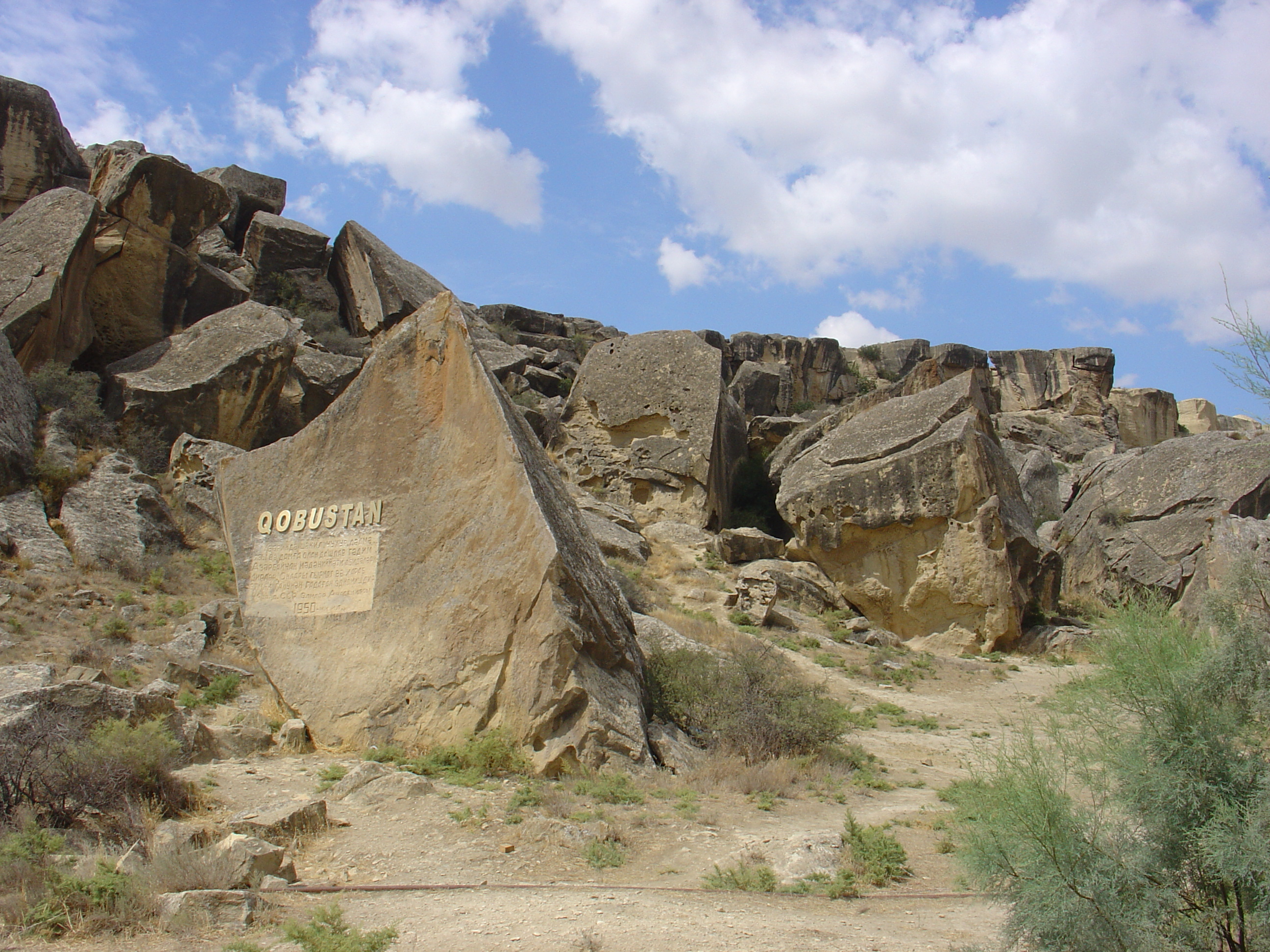
고부스탄 암각화 문화 경관

고부스탄 암각화 문화 경관(아제르바이잔어: Qobustan dövlət tarixi-bədii qoruğu)는 아제르바이잔 바쿠 중심가에서 남서쪽으로 약 40마일(64km) 떨어진 곳에 위치한 경관지다. 이 보호구역은 1966년에 설립되었으며, 이 지역의 선사 시대 암각화, 진흙 화산을 보존하기 위해 이 지역이 아제르바이잔의 국가적 역사적 랜드마크로 지정하였다.
2007년 유네스코 세계유산에 등재되었다. 2011년 현재 보호구역에서 암각화 박물관이 운영되고 있다.